# Умирающий и воскресающий бог
Умирающий и воскресающий бог — по мнению Джеймса Фрэзера и его последователей, широко распространённый мифологический архетип.
Согласно теории Дж. Фрэзера, изложенной им в книге «Золотая ветвь», образ умирающего и воскресающего бога (Осирис, Адонис) являет собой олицетворение сил природы, «умирающей» осенью и «воскресающей» с приходом весны (ср. также миф о Персефоне). Вариантом мифа является сюжет, согласно которому божество не гибнет, но уходит куда-то (нередко — в царство мёртвых, подобно Персефоне или Таммузу, то есть умирает символически), бесследно исчезает, а затем возвращается. Согласно обрядовой теории происхождения мифа Фрезера, все умирающие и воскресающие боги когда-то были реальными священными царями и обожествлёнными правителями, убитыми при первых признаках упадка плодородия в целях возрождения последнего. Постепенно ритуальное цареубийство сменилось жертвоприношениями.
Понятие «умирающий и воскресающий бог» встречается также в работах Джейн Эллен Харрисон.
Концепция отвергнута большинством современных исследователей, поскольку мифологии известны лишь «умирающие, но не воскресающие божества», либо «исчезающие на время, но не умирающие».

## Описание и характеристика
В качестве главного персонажа мифов, в особенности характерных для древних культур Средиземноморья, умирающий и воскресающий бог оказывается во вражде с драконом, хтоническим демоном или божеством, который олицетворяет деструктивные силы природы (Осирис с Сет, Балу и Муту, Инанна и Эрешкигаль и др.), или каким-либо вольным или невольным проступком вызывает гнев богини-матери либо собственной божественной партнёрши (Думузи — Инанна, Адонис — Артемида, Дионис — Гера и др.). В результате этой вражды бог — герой мифа гибнет (Осирис, Балу, Адонис, Аттис, Дионис и др.), исчезает (Телепинус, Деметра), получает временное поражение, теряет какой-то жизненно важный орган (Гор, сын Осириса, теряет глаз, хеттский бог грозы лишается глаз и сердца). На поиски этого бога или ему на помощь идёт сестра, мать, жена, реже — сын или какой-то иной родич. Этот персонаж находит бога, возвращает в его жилище или возрождает к жизни, при этом бог — один или чаще при их содействии такого помогающего персонаж убивает своего демонического противника (Балу убивает Муту и Йам-му, хеттский бог грозы при содействии Инары и Хупасияса — змея Иллуянку и др.). Воскрешённый или возвращённый бог восстанавливает прежний статус, иногда при этом становясь богом подземного царства (например, Осирис, земным субститутом которого оказывается Гор).
Для мифов об умирающих (или шире: исчезающих) и воскресающих (или возвращающихся) божествах характерна обычно природная, земледельческая семантика. Египетского Осириса обучила его жена-сестра Исида земледелию; он сам, будучи культурным героем, обучает земледелию и скотоводству людей; мифы отождествляли его с зерном ячменя или пшеницы, а смерть и воскресение этого персонажа — с отливами и разливами Нила. В шумерской мифологии Инанна была олицетворением земного плодородия, а её супруг Думузи, который обновляет мир в постоянной череде сезонов года, — производительных сил весны. Гибель Балу, божества бури, дождя и имеющего связь с дождём плодородия, ведёт к засухе и увяданию, а его воскресение приводит к расцвету в природе. В сюжетах об Адонисе, Аттисе, Деметре и Персефоне и подобных персонажах сообщается о неурожае, засухе и голоде, которые вызваны смертью или уходом бога, и соответственно о пробуждении природы от его появления.
Древние египтяне разыгрывали драму смерти и воскресения Осириса в ходе великого земледельческого праздника, приуроченного ко времени наибольшего разлива Нила. В культурах Месопотамии ещё в 3-м тысячелетии до н. э. в периоды весеннего или осеннего равноденствия через ритуал воспроизводили священный брак между Думузи и Инанной, который символизировал возрождение плодородия в природе. Основу соответствующей церемонии Тема составляла, видимо, и смерть и воскресение угаритского Балу. Хеттский миф, повествующий о борьбе бога грозы с драконом Иллуянкой входил в состав ритуальных текстов празднества пурулли, проводившегося в весеннее время и призванного отвратить засуху, которая могла настать после прекращения зимних дождей. Земледельческая основа была у культов Адониса, который распространился из Сирии по территории всего Средиземноморья, греческих дионисий, а также элевсинских мистерий, посвящавшихся Деметре и Персефоне и восходивших к празднику первого урожая. Постоянным их составляющим был ритуальный плач участников ритуала об умершем (или исчезнувшем) боге и последовавшем за этим оскудении земли. Таким образом, данные мифы являются основной разновидностью природных, календарных мифов. По мнению ряда исследователей, в них сохранял значение культовый образ Великой богини-матери, персонификации творческих сил природы, по мере развития аграрного общества и укрепления мужского пантеона она обычно уступала часть своих функций мужскому земледельческому божеству, такому как Осирис, Балу, Телепинус, Адонис, Дионис и др. и присутствует в календарных мифах в основном в качестве его матери, сестры, возлюбленной или жены.
Умирающий и воскресающий бог древних земледельческих культур Средиземноморья, соответствует ряду образов как архаических, так в более поздних культур: ср. умирающий и воскресающий зверь в палеоазиатских и многих других мифологических традициях. Прямое или косвенное отношение к мифам об умирающих и воскресающих богах имеют также ряд архаических ритуалов, включая умерщвление царя-колдуна в качестве акта земледельческой магии; убийство животного, которое отождествляется со змеем или водяным духом, в качестве части процедуры вызывания дождя; жертвование водяному демону девушки с целью обеспечить плодородие, а также большое число весенних обрядов.
Семантика мифа об умирающем и воскресающем божестве (сезонный цикл года сопоставлен с такими циклами, как солярный цикл дня, органический цикл человеческой жизни, периодическое столкновение сил «порядка» и «хаоса», регулярное обновление царской власти и др.), и его композиционная структура, которая восходит к архаической мифологической модели (герой уходит из обыденного мира — борется против потусторонних сил — побеждает их — овладевает объектом, который необходим, чтобы восстановить благополучия, — возвращается), обусловили близость его мифа, а иногда и естественный синкретизм с большим кругом астральных, космогонических, эсхатологических, инициационных мифов. В числе прочего, представление об умирающем и воскресающем божестве органично для группы мифов, которые связаны с суточным утклои движения солнца и луны: переход от света к мраку или от мрака к свету они изображают в качестве результата борьбы солярного божества против хтонического чудовища, поражения этого божества и дальнейшей его победы: ср. египетский сюжет о Ра и Апопе. Ряд исследователей считает, что содержание и композиционные модели мифологических сюжетов об умирающих и воскресающих божествах повлияли на очень широкий круг мифов о героях (Геракл, Актеон, Орфей и Эвридика), сказок (например, на египетскую «Сказку о двух братьях»), религиозных легенд и представлений — например, его влияние заметно в евангельском рассказе о земной смерти и воскресении Иисуса Христа. Имеет место их связь также с сюжетными схемами классического эпоса. Эпический конфликт обычно вызывает или посягательство на благополучие героя со стороны сверхъестественного противника, который связан с хтоническими силами, или гнев на него в чём-либо оскорблённой богини. Повествуется о смерти героя или героини умирает, их похищении или временном исчезновении (Акхат, Энкиду, Сита, Брисеида, Елена, Одиссей, пандавы, Рама); сражении мужа, сестры, родичей против чудовищ и демонов (Гильгамеш против Хумбабой и Быка небес, Ахилл против Ксанфа, Одиссей против чудовищ моря, пандавы и Рама против ракшасов), оказываются в подземном мире (Гильгамеш, Одиссей, Рама), в этом противостоянии они едва не погибают (Гильгамеш, Ахилл, Одиссей, Рама, пандавы). В конечном итоге герои побеждают, соединяются и восстанавливают утерянное благополучие.

## Исторические этапы развития культа
Английский культуролог Джеймс Фрэзер в рамках своей теории выделяет ранние этапы развития культа умирающего и воскресающего божества:
1. Земля и урожай является главной ценностью для земледельца. Поэтому понять, как воздействовать на этот процесс, было одной из главных составляющих мышления человека. Сначала выделяется «дух зерна» — сила плодородия, та которая и ведёт к урожаю. Обычно он мыслился остающимся в последних несжатых колосьях, при помощи манипуляций с которыми («завивание бороды», «последний сноп») земледелец пытался сохранить и возродить плодородную силу земли.
2. «Дух зерна» с течением времени переходит в стадию Хозяина зерна, это уже не дух, но то, что им повелевает.
3. Персонификация (Ярило, Кострома, Кострубонько). Это ещё не боги — им не поклоняются, и культ их носит временный характер (почитание чучела в определённый праздник).
4. Обожествление — хотя аграрное происхождение его и не исчезло — празднование в честь них ещё сопряжено к земледелию, но уже и есть постоянное поклонение им (Персефона, Осирис и т. д.)

На основании этого Фрэзер выделяет и 5 стадий развития христианства.
Также исторические этапы формирования представлений об умирающем и воскресающем боге как средоточии некоей сверхъестественной силы плодородия и плодовитости были выделены советским фольклористом В. Я. Проппом:
1. древнейший этап: воплощением силы является дерево
2. сила мыслится живущей в дереве
3. воплощение силы, отделяемой от дерева, антропоморфизируется, приобретает облик человеческого существа
4. антропоморфное существо получает имя и воплощается в виде чучела, о котором вспоминают только на время праздника
5. существу начинают приписывать уже постоянное существование, оно обретает божественный статус (Осирис, Таммуз, Аттис и др.)

Советский религиовед С. А. Токарев так же, как и Фрэзер считает, что умирающие и воскресающие боги — земледельческие божества, духи растительности, смерть и воскресение которых — олицетворение земледельческого процесса.
Советский фольклорист Е. М. Мелетинский относит миф об умирающем и воскресающем боге к календарным мифам. Он пишет: «календарные мифы (теснее всего связанные с земледельческими культами и в значительной мере ими порождённые) повествуют либо об исчезновении и возвращении, об убийстве и воскресении земледельческого бога, иногда с чертами царя-жреца, либо о борьбе мифических персонажей, персонифицирующих бесплодный и плодородный сезоны, либо о том и о другом вместе. Важный момент ритуала плодородия часто остаётся за пределами самого мифического рассказа».
Русский философ А. Ф. Лосев считал, что представление об умирающем и воскресающем боге появилось в эпоху матриархата. Оргиастический юный бог был одновременно и сыном, и любовником Великой матери-богини, ключевой фигуры в мифологии «зрелого матриархата». Этот бог, по его мнению, был лишь придатком единой космической богини, этой «стихийно-чудовищной силы», управляющей решительно всем в мире.

## Критика «аграрной» теории
Российский религиовед Е. А. Торчинов вслед за Д. С. Мережковским подверг теорию Джеймса Фрэзера жёсткой критике. Он замечает, что объяснять культ умирающего и воскресающего божества как чисто аграрный начали ещё апологеты раннего христианства, поскольку культы Аттиса и подобных ему богов слишком сильно напоминали учение о воскресении Христа. Торчинов считает, что аграрный аспект — лишь одна из многих сторон этого культа, и делать его ведущим — значит менять местами причину и следствие. Сам он, в свою очередь, предлагает трактовать культ умирающего и воскресающего бога «изнутри», с позиций мифологического сознания, и привлекает для этого дискуссионную «трансперсональную психологию» Станислава Грофа. Экзальтированные обряды этого культа, экстатическое переживание смерти и воскресения вместе с божеством, как пишет Торчинов, являются отражением родовых психических травм человека и одновременно их преодолением. Таким образом, Фрэзер исследует исторический аспект проблемы, происхождение мифа и обряда об умирающем и воскресающем боге, тогда как Торчинов акцентирует внимание на психологической стороне культа, рассматривая его как бы «изнутри», как отдельный феномен.
По мнению Дж. Смита, отказаться следует от самой категории «умирающего и воскресающего божества», как порождённой произвольными реконструкциями. Он подвергает критике обе интерпретационные модели, предложенные Фрэзером:
Эвгемеристическая теория имеет эмпирические проблемы. Сведения о сакральном цареубийстве ограничены и двусмысленны; там, где оно имеет место, не наблюдается никакой связи с фигурой умирающего бога. Натуралистическое объяснение ущербно уже на уровне теории. Современная наука небезосновательно отвергает интерпретацию богов в качестве проекций природных явлений.

## Другие интерпретации
Философское осмысление мифа об умирающем и воскресающем боге и связанных с ним мистерий началось ещё в античности школой орфиков. Растерзанный Дионис-Загрей рассматривался ими, как мировая душа — разделённая на бессчётное множество фрагментов мироздания, и в то же время всегда единая. Дионис стремился преодолеть фрагментированность, атомизированность мира, символом которых являлись титаны. Растерзание Диониса титанами стало путём к установлению всеохватывающего божественного всеединства. Титаны при этом преобразовались в людей, обладающих с тех пор двойственной, титаническо-дионисийской природой. С другой стороны, как сообщает Диодор Сицилийский, в античности была распространена и натуралистическая трактовка этого мифа, в которой Дионис ассоциировался с виноградной лозой в земледельческом цикле.
О христианских теологических трактовках см. в статье «Воскресение Иисуса Христа».
Карл Густав Юнг объяснял глубинные истоки мифа об умирающем и воскресающем боге в рамках теории психоанализа и делал акцент на сюжетах оскопления бога и его связи с матерью (Астарта, Кибела, Богородица и др.). Божество им интерпретировалось в связи с противоречивостью либидо, которое одновременно проявляет и безграничное желание жизни, и волю к смерти. Умирающий и воскресающий бог по мнению Юнга — «томящаяся тоскою по матери инфантильная личность, жертвующая, под видом Митры, желанием (libido), под видом же Христа идущая на смерть; оба действуют и добровольно, и недобровольно». В момент смерти жизнь — плодородие и либидо — исчезает, возвращаясь в мать, из лона которой она возвращается обновлённой. Бог умирает, принося себя в жертву для матери, и возвращается в её чрево, вступая таким образом с ней в священный брак: «наступил брак Агнца, и жена Его приготовила себя» (Откр. 19:7).
Известный религиовед Мирча Элиаде трактует миф об умирающем и воскресающем божестве в рамках своей космогонической теории. Как он пишет, роль божества в этих культах играет царь, который должен был сначала ритуально умереть, спуститься в преисподнюю и наконец воскреснуть. Ритуал этот проводился ежегодно с целью обновления Вселенной: смерть божества — это разрушение и гибель мира, возврат к первичному Хаосу, а воскресение — сотворение нового мира. В этом, как писал Элиаде, проявлялось единство противоположностей (coincidentia oppositorum), поскольку жизнь невозможна без наличия смерти: «то, что ты сеешь, не оживёт, если не умрёт» (1Кор. 15:36). Однако появление этой концепции, вышедшей позже далеко за рамки аграрных культов, Элиаде связывал всё же с открытием земледелия.
В 2010-х годах религиовед и антрополог Паола Корренте провела обширное исследование статуса категории «умирающий и воскресающий бог». Хотя она согласна с тем, что многие конкретные доказательства Фрейзера были ошибочными, она утверждает, что категория в целом является валидной, хотя и предлагает внести изменения в конкретные критерии. Корренте уделяет особое внимание нескольким ближневосточным и месопотамским богам, которые, по её мнению, были в значительной степени проигнорированы как Фрэзером (у которого не было доступа к большинству соответствующих текстов), так и его более поздними критиками. Эти примеры включают богиню Инанну в шумерских текстах и Баала в угаритских, чьи мифы, как утверждает Корренте, предлагают конкретные примеры смерти и воскрешения. Корренте также использует пример Диониса, чья связь с этой категорией более сложна, но все ещё в значительной степени игнорируется или неверно характеризуется другими учеными, включая самого Фрейзера, по её мнению.
По состоянию на 2009 год в «Энциклопедии психологии и религии» Лиминга текущий научный консенсус оценивается как неоднозначный: некоторые ученые отвергают «широкую универсалистскую категорию» Фрейзера, предпочитая подчеркивать различия между различными традициями, но другие продолжают считать эту категорию применимой.
Джеральд О’Коллинз утверждает, что поверхностное применение аналогичного символизма — это случай параллеломании, которая преувеличивает значение пустяковых сходств, давно оставленных основными учеными. В противовес этому мнению Меттингер, утверждает, что многие боги мистических религий действительно умирают, спускаются в подземный мир, оплакиваются, извлекаются женщиной и возвращаются к жизни.

## Галерея

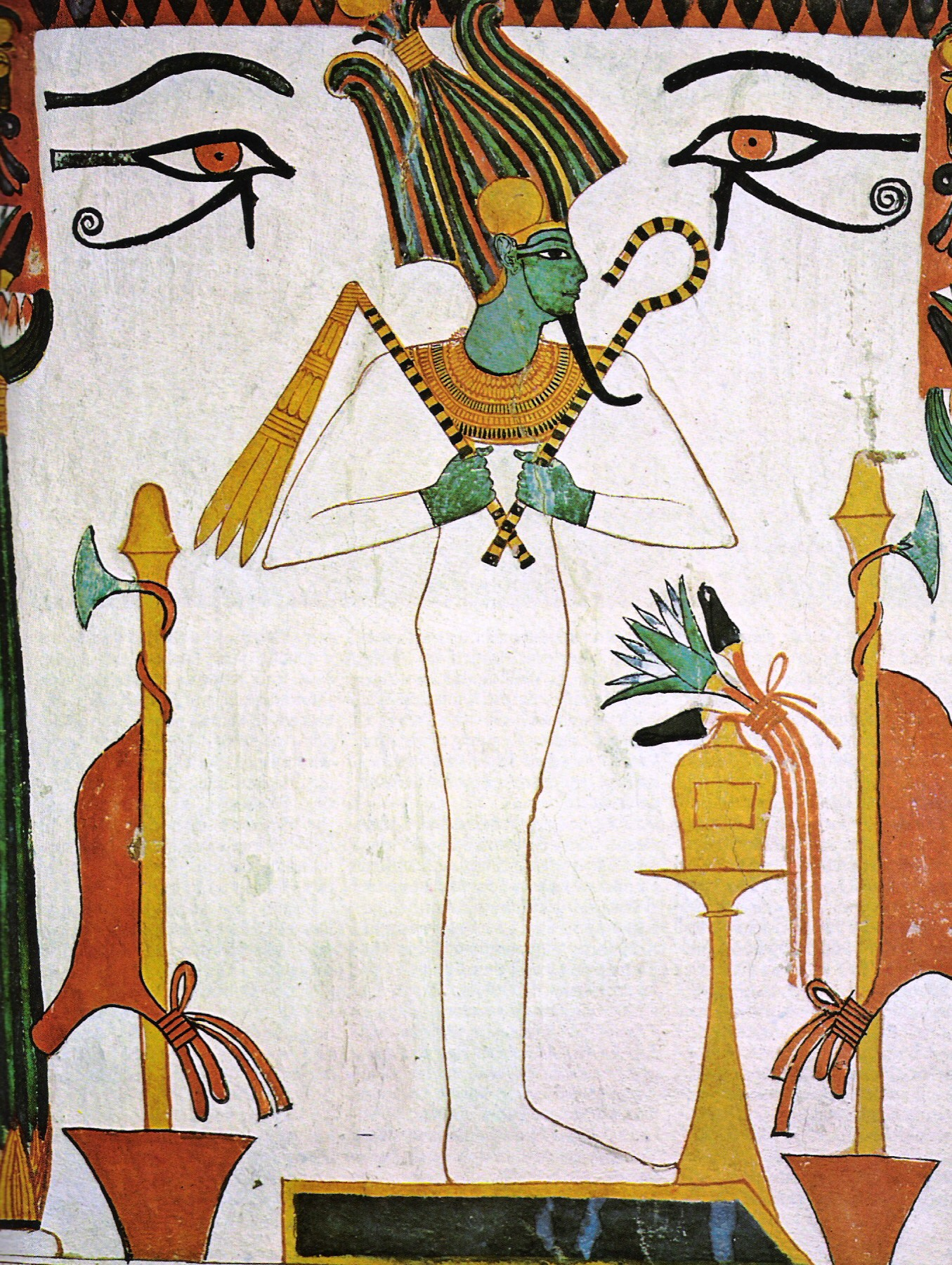
Осирис
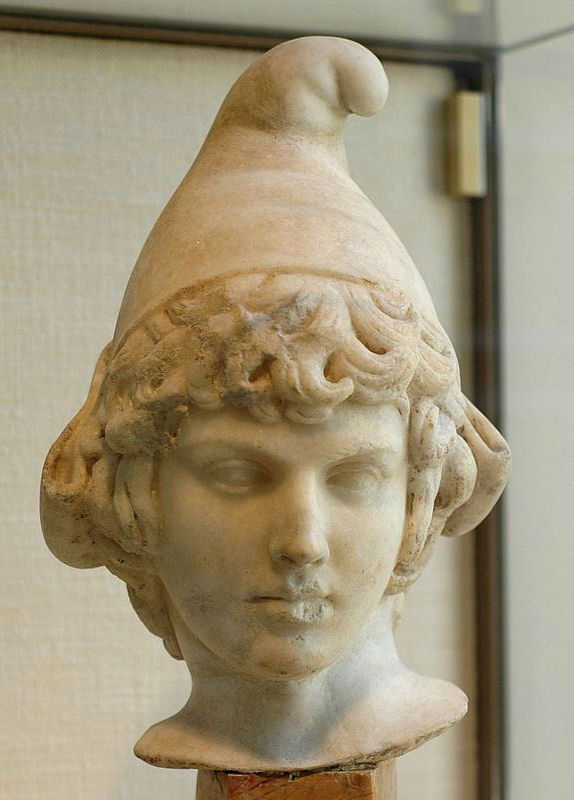
бюст Аттиса
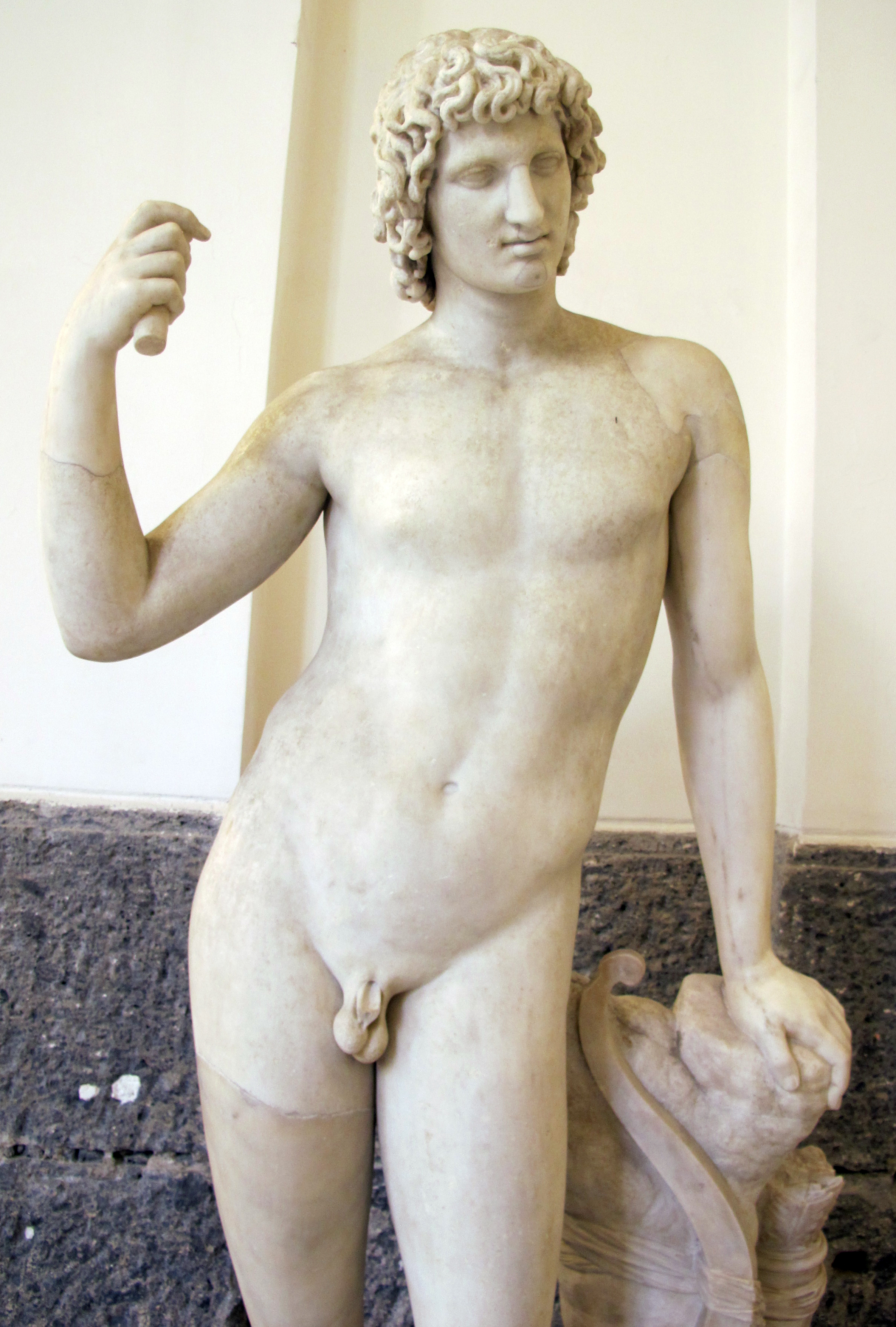
античная статуя Адониса
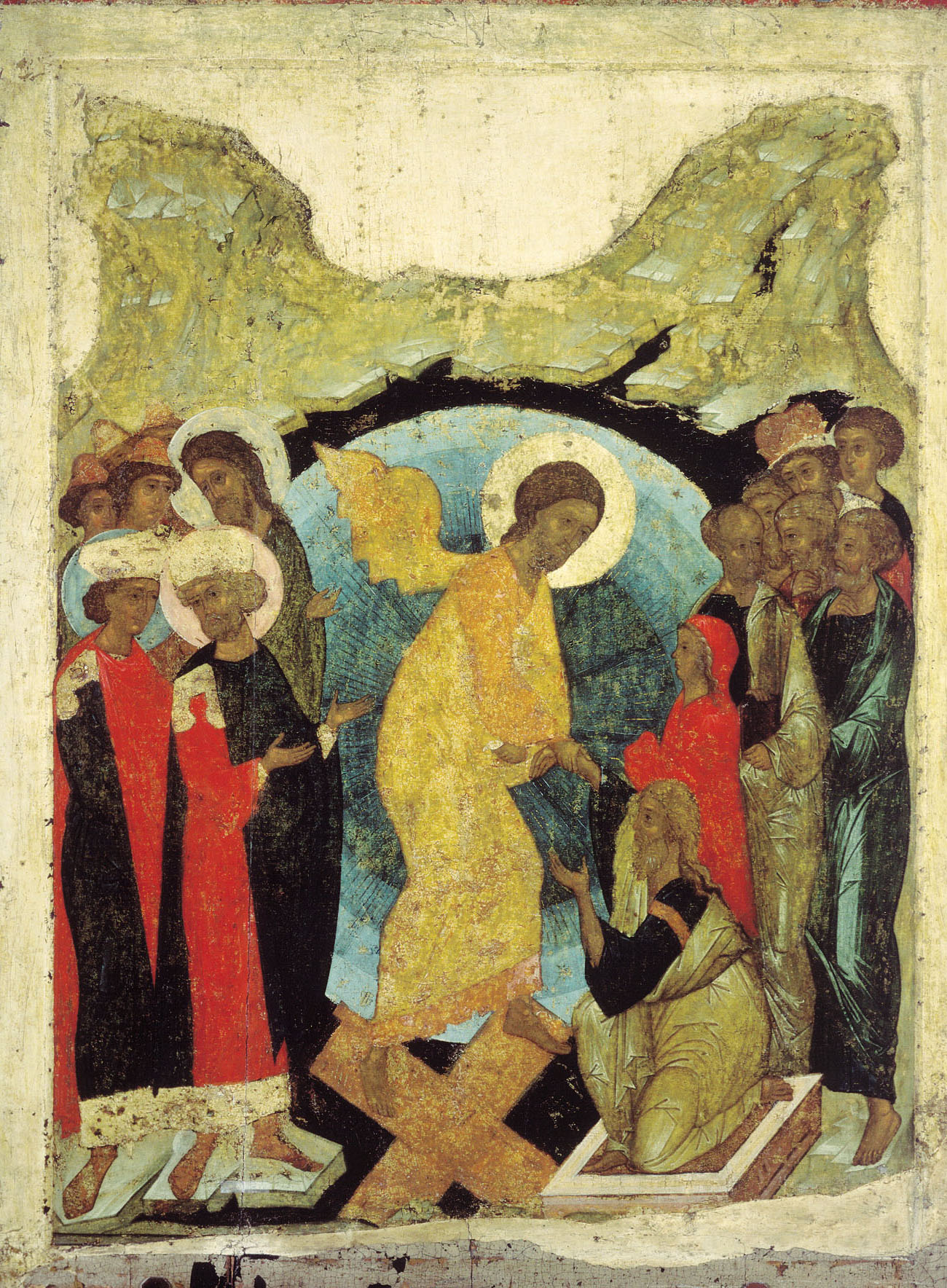
«Сошествие во ад», Андрей Рублёв 1408-1410
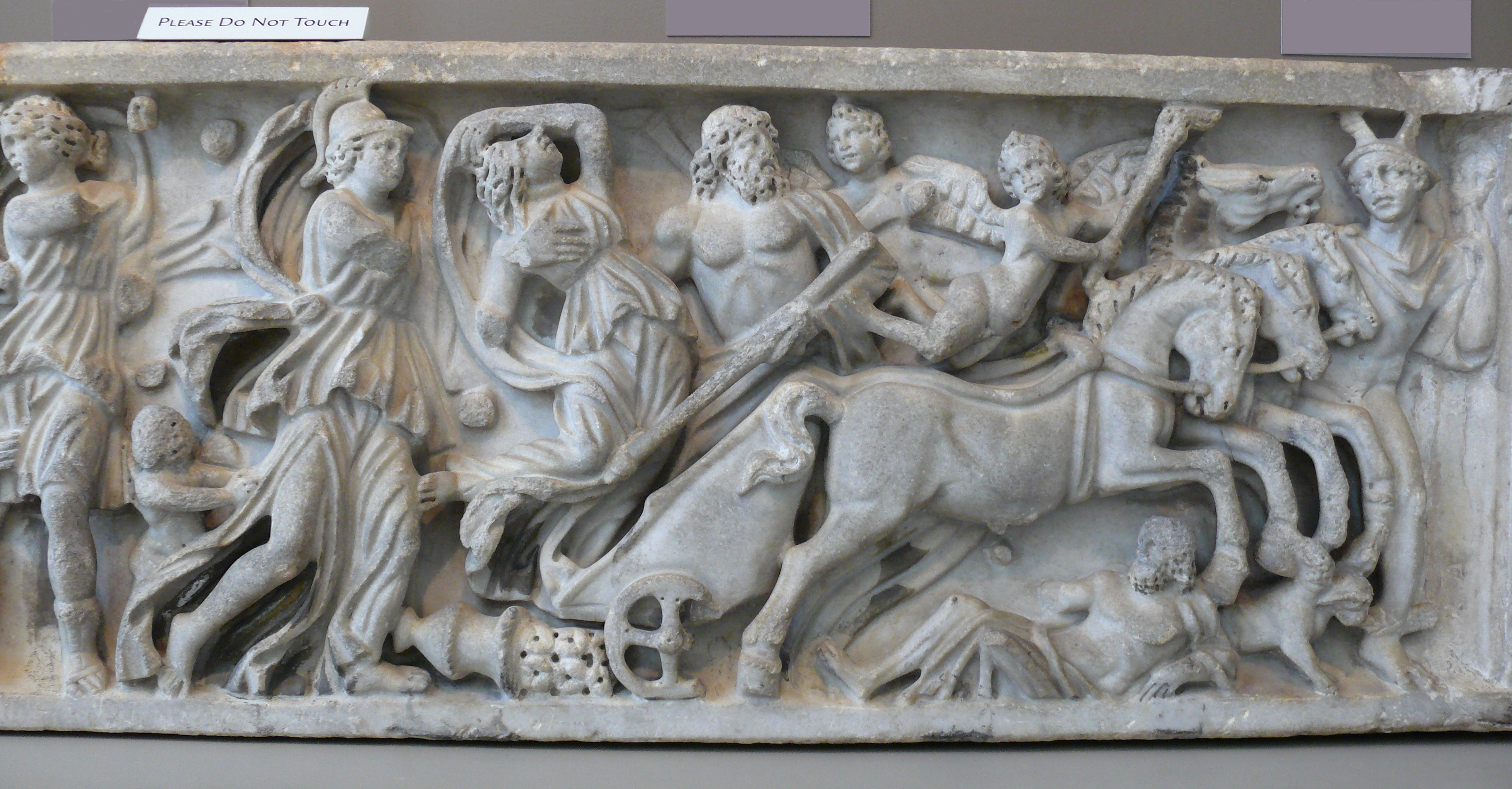
сцена похищения Персефоны Аидом на римском саркофаге
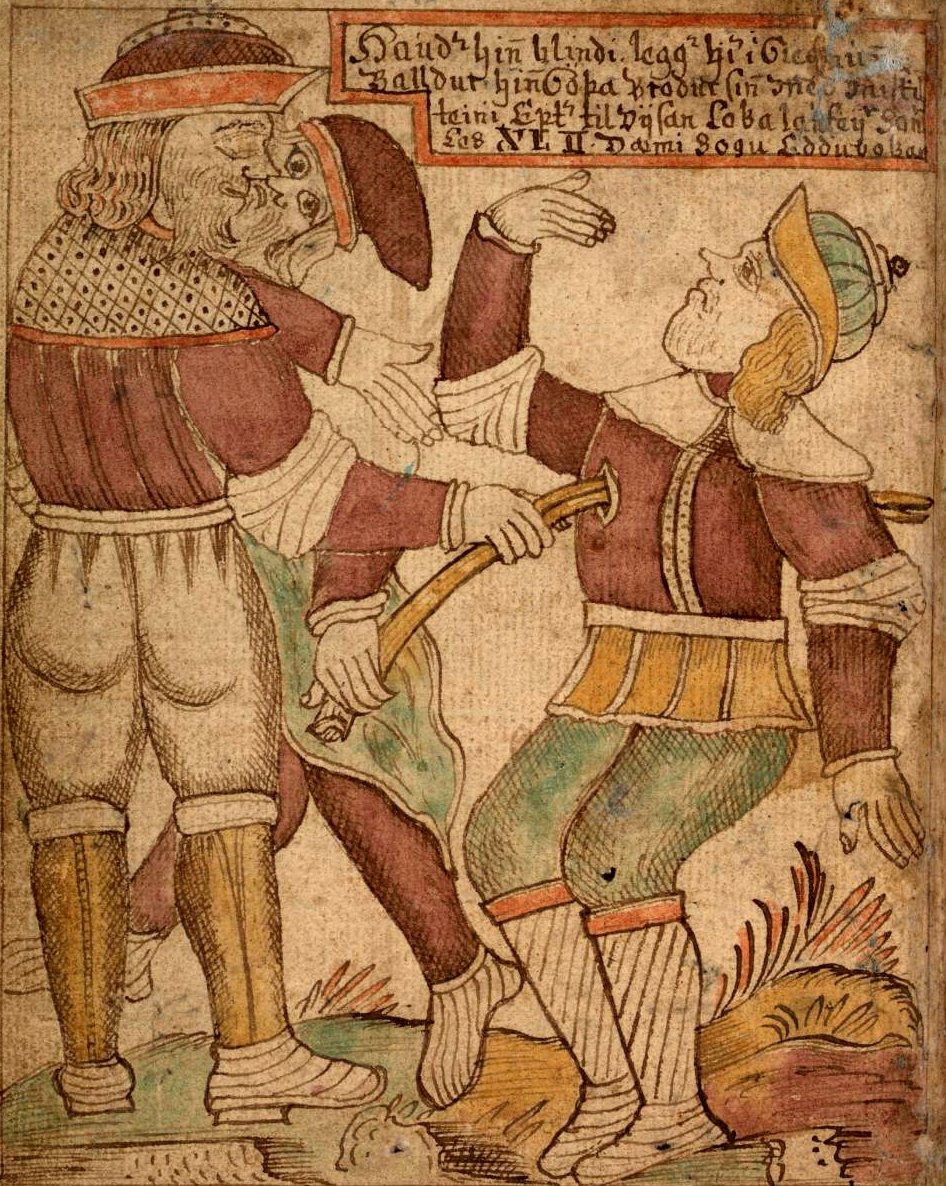
убийство Бальдра
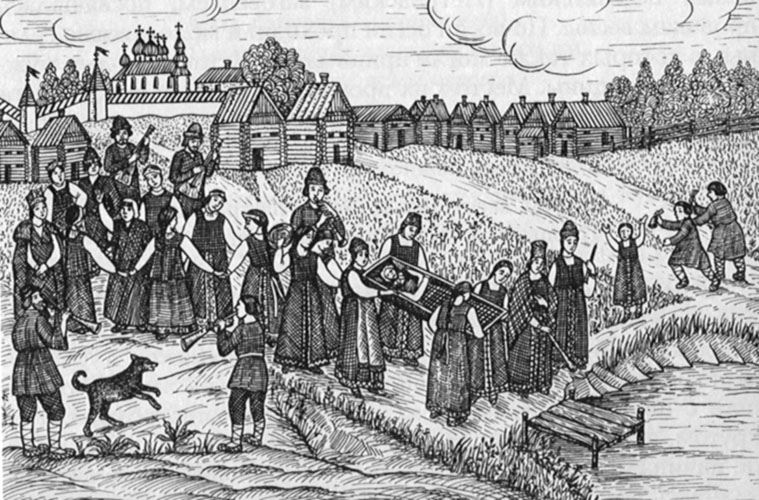
похороны Костромы, рисунок с лубка, XIX век